# Grandchamp (Haute-Marne)
Grandchamp é uma comuna francesa na região administrativa de Grande Leste, no departamento de Haute-Marne. Estende-se por uma área de 4,78 km². Em 2010 a comuna tinha 80 habitantes (densidade: 16,7 hab./km²).